# Vladímiro-Aleksàndrovskoie
Vladímiro-Aleksàndrovskoie (en rus: Владимиро-Александровское), també conegut amb el nom de Budiónovka (en rus Будёновка), és un poble del krai de Primórie, a l'Extrem Orient de Rússia, que en el cens del 2010 tenia 5.708 habitants. Pertany al districte rural de Partizanski.